# Iris Wang
Iris Wang (n. 2 set 1994) és una esportista estatunidenca que competeix en bàdminton en la categoria individual. Jugarà als Jocs Olímpics d'Estiu de 2016 que tindrà lloc a Rio de Janeiro, Brasil.

## Vida personal
Wang va néixer el 2 de setembre de 1994 a Pasadena, Califòrnia. La seva germana gran Rena Wang també és una jugadora de bàdminton internacional.